# Parancistrocerus ignotus
Parancistrocerus ignotus är en stekelart som beskrevs av Giordani Soika 1995. Parancistrocerus ignotus ingår i släktet Parancistrocerus och familjen Eumenidae. Inga underarter finns listade i Catalogue of Life.